# Гохберг, Максим Викторович
Максим Гохберг (20 июля 1996, Рамла, Израиль) — израильский хоккеист, вратарь клуба Израильской хоккейной лиги «ХК Бат Ям».

## Карьера

### Клубная карьера
Максим дебютировал 24 ноября 2006 года в матче юношеского чемпионата Израиля, играя за команду Айсбергс Бат-Ям против команды Монфорт в котором хоккеисты из Бат-Яма победили 12:3, после этого он несколько лет играл за юношескую команду ХК Бат-Ям, а с 2013 года за взрослую.
В 2016 году стал чемпионом Израиля. После победы в чемпионате команда из Бат-Яма участвовал в континентальном кубке.
В 2018 году Максим, вместе со своей командой, второй раз завоевал звание чемпиона Израиля по хоккею и стал MVP игроком турнира.

### Международная карьера
На международной арене Макс впервые выступил в 2014 году на на юниорском чемпионате мира против сборной Новой Зеландии, закончившийся победой изарильтян со счётом 7 : 2. 
В ноябре 2015 года впервые сыграл за взрослую сборную Израиля в квалификационном турнире Олимпиады 2018.
С 2016 по 2018 годы становился бронзовым призёром чемпионата мира во втором дивизионе.
Три раза участвовал Континентальном кубке.
В 2002 принял участи в команде Stars of Israel в турнире Latam Cup.

## Игровая статистика
Последнее обновление: 19 октября 2017 года

### Клубная карьера
| 2012/2013 | Тартлес Холон | ИзХЛ | — | — | — | —   | —  | — | —    | — | — | — | — | —   | — | — | —   | — |
| 2013/14   | ХК Бат-Ям     | ИзХЛ | — | — | — | —   | —  | — | —    | — | — | — | — | —   | — | — | —   | — |
| 2014/15   | ХК Бат-Ям     | ИзХЛ | — | — | — | —   | —  | — | —    | — | — | — | — | —   | — | — | —   | — |
| 2015/16   | ХК Бат-Ям     | ИзХЛ | — | — | — | —   | —  | — | —    | — | — | — | — | —   | — | — | —   | — |
| 2016/17   | ХК Бат-Ям     | ИзХЛ | — | — | — | —   | —  | — | —    | — | — | — | — | —   | — | — | —   | — |
| 2017/18   | ХК Бат-Ям     | ИзХЛ | 9 | 8 | 1 | 540 | 28 | 1 | 3.11 | — | 3 | 3 | 0 | 180 | 7 | 0 | 2.3 | — |

### Международные соревнования
- Клуб

| Год     | Клуб      | Турнир                | Место |   | И | В | П      | Мин | ПШ | И"0" | КН    | %ОБ |
| ------- | --------- | --------------------- | ----- | - | - | - | ------ | --- | -- | ---- | ----- | --- |
| 2016/17 | ХК Бат-Ям | Континентальный кубок | 4     | 3 | 0 | 3 | 149:34 | 19  | 0  | 7.62 | 85.27 |     |

- Сборная

| Год                   | Сборная               | Турнир                | Место                 |    | И | В | П      | Мин | ПШ | И"0" | КН    | %ОБ |
| --------------------- | --------------------- | --------------------- | --------------------- | -- | - | - | ------ | --- | -- | ---- | ----- | --- |
| 2014                  | Израиль (юниор.)      | ЮЧМ (до 18) D3-А      | 2                     | 5  | 3 | 2 | 251:39 | 12  | 0  | 3.59 | 85.25 |     |
| 2015                  | Израиль               | Кв. Ол. Группа К      | 3                     | 3  | 1 | 2 | 145:52 | 17  | 0  | 6.99 | 86.40 |     |
| 2016                  | Израиль (мол.)        | МЧМ (до 20) D3        | 4                     | 6  | 3 | 3 | 300:39 | 18  | 1  | 2.86 | 90.40 |     |
| 2016                  | Израиль               | ЧМ D2-B               | 3                     | 4  | 2 | 2 | 173:40 | 18  | 0  | 6.22 | 85.0  |     |
| 2017                  | Израиль               | ЧМ D2-B               | 3                     | 5  | 3 | 2 | 289:28 | 12  | 1  | 2.49 | 91.55 |     |
| 2018                  | Израиль               | ЧМ D2-B               | 3                     | 2  | 1 | 1 | 112:58 | 5   | 0  | 2.66 | 86.84 |     |
| Всего сборная (юнош.) | Всего сборная (юнош.) | Всего сборная (юнош.) | Всего сборная (юнош.) | 5  | 3 | 2 | -      | 12  | 0  | -    | -     | -   |
| Всего сборная (мол.)  | Всего сборная (мол.)  | Всего сборная (мол.)  | Всего сборная (мол.)  | 6  | 3 | 3 | -      | 18  | 1  | -    | -     | -   |
| Всего сборная (вз.)   | Всего сборная (вз.)   | Всего сборная (вз.)   | Всего сборная (вз.)   | 14 | 7 | 7 | -      | 52  | 1  | -    | -     | -   |

## Достижения
| Год                          | Команда   | Достижение          | Достижение |
| ---------------------------- | --------- | ------------------- | ---------- |
| 2016, 2018, 2019, 2024, 2025 | ХК Бат-Ям | Чемпион Израиля (5) |            |

| Год | Команда | Достижение | Достижение |
| --- | ------- | ---------- | ---------- |

| Год  | Команда   | Достижение            | Достижение            |
| ---- | --------- | --------------------- | --------------------- |
| 2016 | ХК Бат-Ям | MVP                   | Лучший вратарь сезона |
| 2018 | ХК Бат-Ям | MVP                   | Лучший вратарь сезона |
| 2019 | ХК Бат-Ям | Лучший вратарь сезона |                       |